# Hansa Mehta
Hansa Jivraj Mehta (3. července 1897 – 4. dubna 1995) byla indická reformistka, sociální aktivistka, pedagožka, aktivistka za nezávislost, feministka a spisovatelka.

## Mládí
Hansa Mehta se narodila v rodině Nagar Brahmina 3. července 1897. Byla dcerou Manubhaie Mehty, Dewana ze státu Baroda, a vnučkou Nandshankara Mehty, autora prvního gudžarátského románu Karan Ghelo. V roce 1918 úspěšně vystudovala filozofii, dále studovala žurnalistiku a sociologii v Anglii. V roce 1918 se setkala se Sarojini Naidu a později Mahatma Gandhi v roce 1922. Byla provdána za Jivraj Narayan Mehta, významného lékaře a administrátora, který byl zároveň prvním hlavním ministrem Gudžarátu.

## Život

### Politika, vzdělání a aktivismus
Hansa Mehta organizovala stávkové hlídky v obchodech prodávajících zahraniční oblečení a alkohol a účastnila se taktéž dalších aktivit hnutí za svobodu v souladu s radami Mahátmy Gándhího. Později založila Desh Sevika Dal v roce 1930. Byla dokonce zatčena a poslána do vězení Brity spolu se svým manželem v roce 1932 byla zvolena do Bombajské legislativní rady. Po získání nezávislosti byla mezi 15 ženami, které byly součástí ústavodárného shromáždění, které navrhlo indickou ústavu. Byla členkou poradního výboru a podvýboru pro základní práva. Obhajovala rovnost a spravedlnost pro ženy v Indii. Hansa byla v roce 1926 zvolena do Bombajského školního výboru a v letech 1945–46 se stala předsedkyní Všeindické konference žen. Ve svém prezidentském projevu na sjezdu Všeindické konference žen, který se konal v Hajdarábádu, navrhla Chartu práv žen. V letech 1945 až 1960 zastávala různé funkce v Indii – mimo jiné prorektorka SNDT Women's University, členka All India Secondary Board of Education, prezidentka Inter University of India a vicekancléřka Maharaja Sayajirao Univerzita v Barodě.
Hansa zastupovala Indii v jaderném podvýboru pro postavení žen v roce 1946. Jako indická delegátka v Komisi OSN pro lidská práva v letech 1947–48 byla zodpovědná za změnu jazyka Všeobecné deklarace lidských práv z "všichni muži jsou stvořeni sobě rovni" na "všechny lidské bytosti", což zdůraznilo potřebu rovnosti pohlaví. Hansa se později v roce 1950 stala místopředsedou Komise OSN pro lidská práva. Byla také členkou výkonné rady UNESCO.

### Literární dílo
Napsala několik dětských knih v Gujarati včetně Arunnu Adbhut Swapna (1934), Bablana Parakramo (1929), Balvartavali Part 1–2 (1926, 1929). Přeložila několik knih, např. Valmiki Ramayana: Aranyakanda, Balakanda a Sundarakanda. Přeložila mnoho anglických příběhů, včetně díla Gulliverovy cesty. Adaptovala také některé Shakespearovy hry. Její eseje byly shromážděny a publikovány jako Ketlak Lekho (1978).

### Získané cen y
- Padma Bhushan v roce 1959